# Netlabel

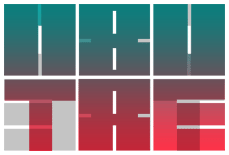
Abutre Netlabel's logo

Netlabel (também conhecido como online label, web label, digi label, MP3 label e download label) é um selo virtual que distribui músicas em formato digital (como MP3, Ogg Vorbis, FLAC ou WAV) para download gratuito. Apesar de diversas características similares à gravadoras e selos tradicionais, uma netlabel enfatiza a distribuição gratuita pela internet, normalmente sob licenças que incentivam o compartilhamento (como a Creative Commons), enquanto os artistas mantêm os direitos sobre o material original.
Discos físicos como LPs e CDs raramente são produzidos por uma netlabel. O principal produto é um álbum em formato digital, disponibilizado gratuitamente para download. Não tendo despesas de produção ou distribuição física, os custos de uma netlabel são consideravelmente mais baixos de um selo tradicional.
No Brasil, sete das mais conhecidas netlabels são a Tranzmitter, a Solidalab!, a Sinewave e a Weavermix, dedicadas à música eletrônica; Al Revés, dedicadas à música experimental; Psicotropicodelia Music, dedicada a diversos estilos em música eletrônica, psicodélica e experimental; e Chippanze, que se destaca por ser a única netlabel/coletivo no país dedicada à chipmusic e chiptune.
Em Portugal destaca-se a OptimusDiscos, com a direção artistica de Henrique Amaro, conhecido radialista da Antena3, com o programa "Portugália". Já com algumas dezenas de edições gratuitas, os artistas têm tambem edição física.